# Antonio Elorza
Antonio Elorza Domínguez (Madrid, 20 de noviembre de 1943) es un historiador, ensayista y columnista español, catedrático de Ciencias Políticas en la Universidad Complutense de Madrid. Estuvo casado con la también historiadora Marta Bizcarrondo, con quien compartió la autoría de diversos trabajos. Ha colaborado en publicaciones periódicas como Triunfo, Revista de Occidente, El Correo, Cuadernos para el Diálogo o, más recientemente, El País y The Objective.

## Intereses históricos y políticos
Además de contar con un extenso trabajo de investigación sobre la historia del pensamiento político y de los movimientos sociales en España, patente en obras como La ideología liberal en la Ilustración española o Pensamiento político en España, siglos XIX y XX, Elorza ha pasado en los últimos años a centrarse en el estudio de los nacionalismos y los integrismos, plasmado, entre otras, en las siguientes obras: Tras la huella de Sabino Arana: los orígenes totalitarios del nacionalismo vasco, Umma: el integrismo en el islam y El nuevo terrorismo islamista. En lo que respecta al primero de los temas, mantiene posturas beligerantes contra los nacionalismos periféricos del estado español. Por ello, apoya la constitución de 1978 y el carácter de indisolubilidad que ésta asigna a la nación española.
En 1975 prologó una edición de Trayectoria sindicalista, una colección de textos del anarcosindicalista Ángel Pestaña. También ha tenido cierta repercusión un intercambio de artículos con José Álvarez Junco sobre el surgimiento del concepto de nación española.

### Posición política
Militó en el Partido Comunista de Euskadi entre 1977 y 1982, habiendo sido descrito como perteneciente al PCE «más ortodoxo». Sin embargo sería expulsado de esta última formación hacia 1981.
Más adelante participó en la fundación de Izquierda Unida. Hacia 2008 se declaró un «simpatizante legitimador» de Unión Progreso y Democracia, a cuya candidata Rosa Díez presentó en un acto en la Universidad Complutense de Madrid que intentó ser boicoteado por un grupo de estudiantes.

### Islam
Elorza mantiene una inacabada polémica con la profesora Gema Martín Muñoz y otros arabistas españoles, discrepa de la tesis del fallecido escritor palestino Edward W. Said, y ha mantenido diferencias con Tariq Ramadan, hasta derivar en una enconada controversia. "La modernización de fachada esconde en Tariq Ramadán una posición de rígido neofundamentalismo", sostiene Elorza.

El islamismo tiene una seña de identidad clara que es la adopción de la sharía, del conjunto de normas basadas en el Corán y en las sentencias del profeta, con el objeto de mantener o forjar un orden social regido en su totalidad por el principio de "ordenar el bien y prohibir el mal" cuyo contenido marcan los textos sagrados. Fue el programa tradicional de los Hermanos Musulmanes de Egipto, (...) y lo es hoy de los principales movimientos islamistas en el mundo. (...) Partido islámico o simplemente musulmán sería una calificación más ajustada (...) [para los que proponen una] Constitución democrática y (...) el pluralismo político.
Antonio Elorza.

## Obras
- Socialismo utópico español, Madrid, Alianza, 1970.[15]
- La ideología liberal en la ilustración española, Madrid, Tecnos, 1970.[16]
- Pan y toros, Madrid, Ayuso, 1971.
- Burgueses y proletarios, Barcelona, Laia, 1973.
- La utopía anarquista bajo la Segunda República española, Madrid, Ayuso, 1973[17]
- (Coautor: Juan J. Trías) Federalismo y reforma social en España (1840-1870), 1975.
- La forja de Euskadi, Madrid, Cuadernos para el Diálogo, 1978.
- Ideologías del nacionalismo vasco, Guipúzcoa, Haranburu, 1978.
- Constantes y renovación en el movimiento obrero socialista madrileño, Ayuntamiento de Madrid, 1984.
- La razón y la sombra: una lectura política de Ortega y Gasset, 1984.[18]
- Luis Bagaria: el humor y la política, Barcelona, Anthropos, 1988.
- La formación del PSOE, Barcelona, Crítica, 1989.
- La modernización política en España, Madrid, Endymion, 1990.
- La religión política: el nacionalismo sabiniano y otros ensayos sobre nacionalismo e integrismo, Guipúzcoa, R&B, 1995.
- (Coautor: Elena Hernández Sandoica) La guerra de Cuba (1895-1898): historia política de una derrota colonial, Madrid, Alianza, 1998.
- (Coautor: Marta Bizcarrondo) Queridos Camaradas: La Internacional comunista y España, 1919-1939, 1999.[19]
- La historia de E.T.A., 2000 (reeditado por Temas de Hoy en 2006).
- (Coautor: Marta Bizcarrondo) Cuba-España: el dilema autonomista, 1878-1898, Madrid, Colibrí, 2001.[20]
- Un pueblo escogido: génesis, definición y desarrollo del nacionalismo vasco, Barcelona, Crítica, 2001.[21]
- Umma: el integrismo en el Islam, 2002 (reeditado por Alianza Editorial en 2008).
- La hora de Euskadi: artículos y ensayos, Barcelona, Galaxia Gutenberg, 2003.
- (Coautor: Fernando Reinales) El nuevo terrorismo islamista, 2004.
- Tras la huella de Sabino Arana: los orígenes del nacionalismo vasco, Madrid, Temas de Hoy, 2005.[22][23]
- Arcaísmo y modernidad: pensamiento político en España, siglos XIX-XX, Madrid, Alba, 2006.
- El hierro y el oro: pensamiento político en España, siglos XIX-XX, Madrid, Alba, 2006.
- Los dos mensajes del Islam: razón y violencia en la tradición islámica, Barcelona, B, 2008.[24]
- Luz de tinieblas: nación, independencia y libertad en 1808, Madrid, Centro de Estudios Políticos y Constitucionales, 2011.
- Ideologías y movimientos políticos contemporáneos, Madrid, Tecnos, 2020 (varios autores).
- Ilustración y liberalismo en España, Madrid, Tecnos, 2021.